# Torneo Clausura 2009 Primera División 'A'
El Torneo de Clausura 2009  fue la 28ª edición de la Liga de Ascenso de México con el que terminó la temporada 2008-09.
Para el torneo Clausura 2009 se confirmó la participación de 27 equipos; cambiando de sede y nombre los Tiburones Rojos de Coatzacoalcos a Albinegros de Orizaba, ambos del Estado de Veracruz.

## Mecánica del torneo
El torneo de clausura cierra la temporada 2008-2009 del fútbol profesional en México. La liga de Primera División "A" está conformada por veintisiete equipos que se organizan en tres grupos de acuerdo con las posiciones en la tabla de la temporada anterior, que comprende el Torneo de Apertura 2007 y el Torneo de Clausura 2008. La primera fase del torneo enfrenta entre sí a todos los equipos participantes, y avanzan a la liguilla (torneo final a eliminación directa) los dos mejores equipos de cada grupo más los dos mejores terceros lugares.

## Equipos participantes
| Entidad Federativa | N.º | Equipos                       |
| ------------------ | --- | ----------------------------- |
| Jalisco            | 3   | Académicos, Tapatío y Tecos A |
| Guanajuato         | 3   | Irapuato, Salamanca y León    |
| Veracruz           | 2   | Orizaba y Veracruz            |
| Tamaulipas         | 2   | Correcaminos y Tampico Madero |
| Nuevo León         | 2   | Rayados A y Tigres B          |
| Yucatán            | 1   | Mérida FC                     |
| Sinaloa            | 1   | Dorados de Sinaloa            |
| Quintana Roo       | 1   | Potros Chetumal               |
| Puebla             | 1   | Lobos BUAP                    |
| Morelos            | 1   | Pumas Morelos                 |
| Estado de México   | 1   | Atlético Mexiquense           |
| Hidalgo            | 1   | Cruz Azul Hidalgo             |
| Durango            | 1   | Alacranes de Durango          |
| Chihuahua          | 1   | Indios de Chihuahua           |
| Querétaro          | 1   | Querétaro                     |
| Baja California    | 1   | Tijuana                       |
| Colima             | 1   | Real de Colima                |
| Chiapas            | 1   | Jaguares de Tapachula         |
| Ciudad de México   | 1   | Socio Águila                  |
| Coahuila           | 1   | Santos Laguna A               |

### Información sobre los equipos
| Equipo              | Ciudad                                | Estadio                           | Capacidad      | Club de Afiliación  |
| ------------------- | ------------------------------------- | --------------------------------- | -------------- | ------------------- |
| Académicos          | Guadalajara, Jalisco                  | Jalisco / Alfredo Pistache Torres | 56,000 / 3,000 | Atlas               |
| Atlético Mexiquense | Toluca, Estado de México              | Nemesio Díez                      | 25,000         | Toluca              |
| Correcaminos        | Ciudad Victoria, Tamaulipas           | Marte R. Gómez                    | 19,000         | Ninguno             |
| Cruz Azul Hidalgo   | Ciudad Cooperativa Cruz Azul, Hidalgo | 10 de diciembre                   | 17,000         | Cruz Azul           |
| Dorados             | Culiacán, Sinaloa                     | Banorte                           | 19,000         | Necaxa              |
| Durango             | Durango, Durango                      | Francisco Zarco                   | 15,000         | Ninguno             |
| Indios de Chihuahua | Chihuahua, Chihuahua                  | Olímpico UACH                     | 22,000         | Indios              |
| Irapuato            | Irapuato, Guanajuato                  | Sergio León Chávez                | 28,500         | Ninguno             |
| Jaguares 'A'        | Tuxtla Gutiérrez, Chiapas             | Víctor Manuel Reyna               | 17,000         | Jaguares de Chiapas |
| León                | León, Guanajuato                      | León                              | 30,000         | Ninguno             |
| Lobos BUAP          | Puebla, Puebla                        | Cuauhtémoc                        | 42,600         | Puebla              |
| Mérida FC           | Mérida, Yucatán                       | Carlos Iturralde Rivero           | 18,000         | Morelia             |
| Orizaba             | Orizaba, Veracruz                     | Socum                             | 7,500          | Pachuca             |
| Potros Chetumal     | Chetumal, Quintana Roo                | José López Portillo               | 6,600          | Atlante             |
| Pumas Morelos       | Cuernavaca, Morelos                   | Centenario de Cuernavaca          | 14,800         | Pumas UNAM          |
| Querétaro           | Santiago de Querétaro, Querétaro      | Corregidora                       | 33,000         | Ninguno             |
| Rayados 'A'         | Santiago, Nuevo León                  | El Barrial                        | 1,000          | Monterrey           |
| Real de Colima      | Colima, Colima                        | Colima                            | 17,000         | Ninguno             |
| Salamanca           | Salamanca, Guanajuato                 | Olímpico sección 24               | 10,000         | San Luis            |
| Santos Laguna 'A'   | Torreón, Coahuila                     | Corona                            | 19,000         | Santos Laguna       |
| Socio Águila        | Ciudad de México                      | Azteca                            | 114,600        | América             |
| Tampico Madero      | Tampico - Ciudad Madero, Tamaulipas   | Tamaulipas                        | 20,000         | Ninguno             |
| Tapatío             | Guadalajara, Jalisco                  | Jalisco                           | 63,000         | Guadalajara         |
| Tecos 'A'           | Zapopan, Jalisco                      | Tres de Marzo                     | 25,000         | Tecos de la UAG     |
| Tigres 'B'          | San Nicolás de los Garza, Nuevo León  | Universitario                     | 42,000         | Tigres UANL         |
| Tijuana             | Tijuana, Baja California              | Caliente                          | 22,000         | Ninguno             |
| Veracruz            | Veracruz, Veracruz                    | Luis "Pirata" Fuente              | 30,000         | Ninguno             |

## Grupos

### Grupo 1
| Pos. | Equipo              | Pts. | PJ | G | E | P | GF | GC | Dif. | Clasificación                   |
| ---- | ------------------- | ---- | -- | - | - | - | -- | -- | ---- | ------------------------------- |
| 1    | Mérida* (C)         | 30   | 16 | 9 | 3 | 4 | 25 | 13 | +12  | Cuartos de final de la liguilla |
| 2    | Socio Águila        | 27   | 16 | 8 | 3 | 5 | 21 | 18 | +3   | Cuartos de final de la liguilla |
| 3    | Salamanca           | 26   | 16 | 7 | 5 | 4 | 22 | 20 | +2   | Cuartos de final de la liguilla |
| 4    | Potros Chetumal     | 21   | 16 | 5 | 6 | 5 | 23 | 20 | +3   |                                 |
| 5    | Querétaro*          | 20   | 16 | 6 | 2 | 8 | 28 | 25 | +3   |                                 |
| 6    | Irapuato*           | 20   | 16 | 5 | 5 | 6 | 17 | 23 | −6   |                                 |
| 7    | Indios de Chihuahua | 20   | 16 | 5 | 5 | 6 | 19 | 26 | −7   |                                 |
| 8    | Santos Laguna 'A'*  | 18   | 16 | 5 | 3 | 8 | 17 | 20 | −3   |                                 |
| 9    | Real Colima         | 15   | 16 | 3 | 6 | 7 | 16 | 23 | −7   |                                 |

 Fuente: [cita requerida]
- (*) Equipos certificados para ascender.

### Grupo 2
| Pos. | Equipo               | Pts. | PJ | G | E | P | GF | GC | Dif. | Clasificación                   |
| ---- | -------------------- | ---- | -- | - | - | - | -- | -- | ---- | ------------------------------- |
| 1    | Dorados*             | 31   | 16 | 8 | 7 | 1 | 30 | 15 | +15  | Cuartos de final de la liguilla |
| 2    | Veracruz*            | 30   | 16 | 8 | 6 | 2 | 27 | 14 | +13  | Cuartos de final de la liguilla |
| 3    | Pumas Morelos        | 24   | 16 | 6 | 6 | 4 | 26 | 15 | +11  |                                 |
| 4    | León*                | 23   | 16 | 6 | 5 | 5 | 21 | 19 | +2   |                                 |
| 5    | Correcaminos UAT*    | 20   | 16 | 4 | 8 | 4 | 17 | 18 | −1   |                                 |
| 6    | Tigres 'B'           | 18   | 16 | 4 | 6 | 6 | 14 | 23 | −9   |                                 |
| 7    | Atlético Mexiquense* | 16   | 16 | 4 | 4 | 8 | 12 | 23 | −11  |                                 |
| 8    | Tampico Madero       | 15   | 16 | 3 | 6 | 7 | 18 | 28 | −10  |                                 |
| 9    | Tapatío              | 12   | 16 | 2 | 6 | 8 | 16 | 26 | −10  |                                 |

 Fuente: [cita requerida]
- (*) Equipos certificados para ascender.

### Grupo 3
| Pos. | Equipo             | Pts. | PJ | G | E  | P | GF | GC | Dif. | Clasificación                         |
| ---- | ------------------ | ---- | -- | - | -- | - | -- | -- | ---- | ------------------------------------- |
| 1    | Tijuana*           | 33   | 16 | 9 | 6  | 1 | 28 | 16 | +12  | Cuartos de final de la liguilla       |
| 2    | Cruz Azul Hidalgo* | 27   | 16 | 7 | 6  | 3 | 23 | 16 | +7   | Cuartos de final de la liguilla       |
| 3    | Lobos BUAP*        | 25   | 16 | 6 | 7  | 3 | 25 | 17 | +8   | Cuartos de final de la liguilla       |
| 4    | Alacranes*         | 25   | 16 | 5 | 10 | 1 | 24 | 16 | +8   |                                       |
| 5    | Orizaba            | 20   | 16 | 5 | 5  | 6 | 15 | 16 | −1   |                                       |
| 6    | Rayados 'A'        | 20   | 16 | 5 | 5  | 6 | 16 | 18 | −2   |                                       |
| 7    | Chiapas 'A'        | 16   | 16 | 3 | 7  | 6 | 18 | 21 | −3   | Último lugar en la tabla de cocientes |
| 8    | Académicos         | 11   | 16 | 1 | 8  | 7 | 15 | 27 | −12  |                                       |
| 9    | Tecos UAG 'A'      | 9    | 16 | 1 | 6  | 9 | 8  | 25 | −17  |                                       |

 Fuente: [cita requerida]
- (*) Equipos certificados para ascender.

## Tabla general
| Pos. | Equipo               | Pts. | PJ | G | E  | P | GF | GC | Dif. | Clasificación                         |
| ---- | -------------------- | ---- | -- | - | -- | - | -- | -- | ---- | ------------------------------------- |
| 1    | Tijuana*             | 33   | 16 | 9 | 6  | 1 | 28 | 16 | +12  | Cuartos de final de la liguilla       |
| 2    | Dorados*             | 31   | 16 | 8 | 7  | 1 | 30 | 15 | +15  | Cuartos de final de la liguilla       |
| 3    | Veracruz*            | 30   | 16 | 8 | 6  | 2 | 27 | 14 | +13  | Cuartos de final de la liguilla       |
| 4    | Mérida* (C)          | 30   | 16 | 9 | 3  | 4 | 25 | 13 | +12  | Cuartos de final de la liguilla       |
| 5    | Cruz Azul Hidalgo*   | 27   | 16 | 7 | 6  | 3 | 23 | 16 | +7   | Cuartos de final de la liguilla       |
| 6    | Socio Águila         | 27   | 16 | 8 | 3  | 5 | 21 | 18 | +3   | Cuartos de final de la liguilla       |
| 7    | Salamanca            | 26   | 16 | 7 | 5  | 4 | 22 | 20 | +2   | Cuartos de final de la liguilla       |
| 8    | Lobos BUAP*          | 25   | 16 | 6 | 7  | 3 | 25 | 17 | +8   | Cuartos de final de la liguilla       |
| 9    | Alacranes*           | 25   | 16 | 5 | 10 | 1 | 24 | 16 | +8   |                                       |
| 10   | Pumas Morelos        | 24   | 16 | 6 | 6  | 4 | 26 | 15 | +11  |                                       |
| 11   | León*                | 23   | 16 | 6 | 5  | 5 | 21 | 19 | +2   |                                       |
| 12   | Potros Chetumal      | 21   | 16 | 5 | 6  | 5 | 23 | 20 | +3   |                                       |
| 13   | Querétaro*           | 20   | 16 | 6 | 2  | 8 | 28 | 25 | +3   |                                       |
| 14   | Correcaminos UAT*    | 20   | 16 | 4 | 8  | 4 | 17 | 18 | −1   |                                       |
| 15   | Orizaba              | 20   | 16 | 5 | 5  | 6 | 15 | 16 | −1   |                                       |
| 16   | Rayados 'A'          | 20   | 16 | 5 | 5  | 6 | 16 | 18 | −2   |                                       |
| 17   | Irapuato*            | 20   | 16 | 5 | 5  | 6 | 17 | 23 | −6   |                                       |
| 18   | Indios 'A'           | 20   | 16 | 5 | 5  | 6 | 19 | 26 | −7   |                                       |
| 19   | Santos 'A'*          | 18   | 16 | 5 | 3  | 8 | 17 | 20 | −3   |                                       |
| 20   | Tigres 'B'           | 18   | 16 | 4 | 6  | 6 | 14 | 23 | −9   |                                       |
| 21   | Chiapas 'A'          | 16   | 16 | 3 | 7  | 6 | 18 | 21 | −3   | Último lugar en la tabla de cocientes |
| 22   | Atlético Mexiquense* | 16   | 16 | 4 | 4  | 8 | 12 | 23 | −11  |                                       |
| 23   | Pegaso Real Colima   | 15   | 16 | 3 | 6  | 7 | 16 | 23 | −7   |                                       |
| 24   | Tampico Madero       | 15   | 16 | 3 | 6  | 7 | 18 | 28 | −10  |                                       |
| 25   | Tapatío              | 12   | 16 | 2 | 6  | 8 | 16 | 26 | −10  |                                       |
| 26   | Académicos           | 11   | 16 | 1 | 8  | 7 | 15 | 27 | −12  |                                       |
| 27   | Tecos UAG 'A'        | 9    | 16 | 1 | 6  | 9 | 8  | 25 | −17  |                                       |

 Fuente: [cita requerida]
- (*) Equipos certificados para ascender.

## Torneo Regular
| Santos Laguna 'A' | 0 - 2     | Potros Chetumal     | Corona                  | 10 de enero   | 15:00   |
| Tigres 'B'        | 0 - 3     | Pumas Morelos       | Universitario           | 10 de enero   | 16:00   |
| Tampico Madero    | 0 - 0     | León                | Tamaulipas              | 10 de enero   | 17:30   |
| Dorados           | 1 - 0     | Veracruz            | Banorte                 | 10 de enero   | 19:00   |
| Rayados 'A'       | 1 - 2     | Tijuana             | El Barrial              | 11 de enero   | 11:00   |
| Cruz Azul Hidalgo | 4 - 0     | Tecos 'A'           | 10 de diciembre         | 11 de enero   | 12:00   |
| Lobos BUAP        | 2 - 0     | Jaguares 'A'        | Cuauhtémoc              | 11 de enero   | 12:00   |
| Indios Chihuahua  | 0 - 2     | Mérida FC           | Olímpico UACH           | 11 de enero   | 17:00   |
| Académicos        | 1 - 5     | Durango             | Alfredo Pistache Torres | 12 de enero   | 16:00   |
| Salamanca         | 2 - 0     | Irapuato            | Olímpico sección 24     | 18 de enero   | 12:00   |
| Correcaminos      | 1 - 0     | Atlético Mexiquense | Marte R. Gómez          | 22 de enero   | 20:30   |
| Socio Águila      | 1 - 0     | Querétaro           | Azteca                  | 10 de febrero | 14:00   |
| DESCANSO:         | DESCANSO: | Real Colima         | Orizaba                 | Tapatío       | Tapatío |

| Potros Chetumal     | 4 - 0     | Indios Chihuahua  | José López Portillo     | 16 de enero | 19:00    |
| Real Colima         | 0 - 0     | Santos Laguna 'A' | Colima                  | 16 de enero | 20:30    |
| Mérida FC           | 2 - 1     | Socio Águila      | Carlos Iturralde Rivero | 17 de enero | 15:00    |
| Pumas Morelos       | 2 - 2     | Dorados           | Centenario              | 17 de enero | 15:00    |
| Orizaba             | 1 - 1     | Académicos        | Socum                   | 17 de enero | 15:00    |
| Durango             | 3 - 2     | Tijuana           | Francisco Zarco         | 17 de enero | 15:30    |
| Tecos 'A'           | 1 - 1     | Lobos BUAP        | Tres de Marzo           | 17 de enero | 16:00    |
| León                | 5 - 0     | Tigres 'B'        | León                    | 17 de enero | 19:00    |
| Rayados 'A'         | 3 - 0     | Cruz Azul Hidalgo | El Barrial              | 18 de enero | 11:00    |
| Tapatío             | 2 - 2     | Correcaminos      | Jalisco                 | 18 de enero | 12:00    |
| Atlético Mexiquense | 2 - 2     | Tampico Madero    | Nemesio Díez            | 18 de enero | 15:00    |
| Querétaro           | 1 - 2     | Salamanca         | Corregidora             | 25 de marzo | 20:00    |
| DESCANSO:           | DESCANSO: | Veracruz          | Jaguares 'A'            | Irapuato    | Irapuato |

| Socio Águila      | 2 - 1     | Potros Chetumal     | Azteca               | 23 de enero | 14:00      |
| Orizaba           | 0 - 2     | Tijuana             | Socum                | 24 de enero | 15:00      |
| Lobos BUAP        | 2 - 0     | Rayados 'A'         | Cuauhtémoc           | 24 de enero | 15:00      |
| Tampico Madero    | 1 - 0     | Tapatío             | Tamaulipas           | 24 de enero | 17:30      |
| Irapuato          | 1 - 0     | Querétaro           | Sergio León Chávez   | 24 de enero | 19:00      |
| Veracruz          | 1 - 0     | Pumas Morelos       | Luis "Pirata" Fuente | 24 de enero | 19:00      |
| Dorados           | 4 - 0     | León                | Banorte              | 24 de enero | 19:00      |
| Tigres 'B'        | 1 - 0     | Atlético Mexiquense | Universitario        | 25 de enero | 11:00      |
| Cruz Azul Hidalgo | 1 - 1     | Durango             | 10 de diciembre      | 25 de enero | 12:00      |
| Salamanca         | 2 - 1     | Mérida FC           | Olímpico sección 24  | 25 de enero | 12:00      |
| Jaguares 'A'      | 4 - 1     | Tecos 'A'           | Víctor Manuel Reyna  | 25 de enero | 16:00      |
| Indios Chihuahua  | 3 - 1     | Real Colima         | Olímpico UACH        | 25 de enero | 17:00      |
| DESCANSO:         | DESCANSO: | Correcaminos        | Santos Laguna 'A'    | Académicos  | Académicos |

| Potros Chetumal     | 1 - 0     | Salamanca         | José López Portillo       | 30 de enero  | 19:00     |
| Real Colima         | 1 - 1     | Socio Águila      | Colima                    | 30 de enero  | 20:30     |
| Correcaminos        | 1 - 1     | Tampico Madero    | Marte R. Gómez            | 30 de enero  | 20:30     |
| Mérida FC           | 0 - 1     | Irapuato          | Carlos Iturralde Rivero   | 31 de enero  | 15:00     |
| Orizaba             | 0 - 1     | Cruz Azul Hidalgo | Socum                     | 31 de enero  | 15:00     |
| Durango             | 0 - 0     | Lobos BUAP        | Francisco Zarco           | 31 de enero  | 15:30     |
| Rayados 'A'         | 0 - 0     | Jaguares 'A'      | El Barrial                | 1 de febrero | 11:00     |
| León                | 1 - 1     | Veracruz          | León                      | 1 de febrero | 12:00     |
| Tapatío             | 0 - 1     | Tigres 'B'        | Jalisco                   | 1 de febrero | 16:00     |
| Atlético Mexiquense | 1 - 0     | Dorados           | Nemesio Díez              | 1 de febrero | 17:45     |
| Santos Laguna 'A'   | 3 - 0     | Indios Chihuahua  | Corona                    | 1 de febrero | 19:00     |
| Académicos          | 0 - 0     | Tijuana           | Alfredo "Pistache" Torres | 4 de febrero | 18:00     |
| DESCANSO:           | DESCANSO: | Pumas Morelos     | Querétaro                 | Tecos 'A'    | Tecos 'A' |

| Socio Águila      | 1 - 0     | Santos Laguna 'A'   | Azteca               | 6 de febrero | 14:00   |
| Pumas Morelos     | 1 - 1     | León                | Centenario           | 7 de febrero | 15:00   |
| Lobos BUAP        | 1 - 2     | Orizaba             | Cuauhtémoc           | 7 de febrero | 15:00   |
| Tecos 'A'         | 0 - 1     | Rayados 'A'         | Tres de Marzo        | 7 de febrero | 16:00   |
| Querétaro         | 2 - 3     | Mérida FC           | Corregidora          | 7 de febrero | 19:00   |
| Irapuato          | 1 - 1     | Potros Chetumal     | Sergio León Chávez   | 7 de febrero | 19:00   |
| Dorados           | 2 - 0     | Tapatío             | Banorte              | 7 de febrero | 19:00   |
| Veracruz          | 2 - 0     | Atlético Mexiquense | Luis "Pirata" Fuente | 7 de febrero | 19:00   |
| Tigres 'B'        | 0 - 1     | Correcaminos        | Universitario        | 8 de febrero | 11:00   |
| Salamanca         | 1 - 1     | Real Colima         | Olímpico sección 24  | 8 de febrero | 12:00   |
| Cruz Azul Hidalgo | 1 - 1     | Académicos          | 10 de diciembre      | 8 de febrero | 12:00   |
| Jaguares 'A'      | 0 - 1     | Durango             | Víctor Manuel Reyna  | 8 de febrero | 16:00   |
| DESCANSO:         | DESCANSO: | Indios Chihuahua    | Tampico Madero       | Tijuana      | Tijuana |

| Potros Chetumal     | 2 - 2     | Querétaro     | José López Portillo       | 13 de febrero | 19:00       |
| Real Colima         | 0 - 1     | Dorados       | Colima                    | 13 de febrero | 20:30       |
| Correcaminos        | 1 - 0     | Irapuato      | Marte R. Gómez            | 13 de febrero | 20:30       |
| Santos Laguna 'A'   | 1 - 1     | Salamanca     | Corona                    | 14 de febrero | 15:00       |
| Orizaba             | 2 - 1     | Jaguares 'A'  | Socum                     | 14 de febrero | 15:00       |
| Durango             | 2 - 0     | Tecos 'A'     | Francisco Zarco           | 14 de febrero | 15:00       |
| Tampico Madero      | 2 - 1     | Tigres 'B'    | Tamaulipas                | 14 de febrero | 17:30       |
| Tapatío             | 0 - 1     | Veracruz      | Jalisco                   | 15 de febrero | 12:00       |
| Cruz Azul Hidalgo   | 2 - 2     | Tijuana       | 10 de diciembre           | 15 de febrero | 12:00       |
| Atlético Mexiquense | 1 - 0     | Pumas Morelos | Nemesio Díez              | 15 de febrero | 15:00       |
| Indios Chihuahua    | 1 - 0     | Socio Águila  | Olímpico UACH             | 15 de febrero | 17:00       |
| Académicos          | 1 - 2     | Lobos BUAP    | Alfredo "Pistache" Torres | 16 de febrero | 16:00       |
| DESCANSO:           | DESCANSO: | Mérida FC     | León                      | Rayados 'A'   | Rayados 'A' |

| Veracruz      | 0 - 0     | Correcaminos        | Luis "Pirata" Fuente    | 20 de febrero     | 20:00             |
| Mérida FC     | 2 - 0     | Potros Chetumal     | Carlos Iturralde Rivero | 21 de febrero     | 15:00             |
| Pumas Morelos | 2 - 2     | Tapatío             | Centenario              | 21 de febrero     | 15:00             |
| Tecos 'A'     | 0 - 1     | Orizaba             | Tres de Marzo           | 21 de febrero     | 16:00             |
| Querétaro     | 3 - 2     | Real Colima         | Corregidora             | 21 de febrero     | 19:00             |
| Irapuato      | 0 - 2     | Santos Laguna 'A'   | Sergio León Chávez      | 21 de febrero     | 19:00             |
| Dorados       | 4 - 0     | Tampico Madero      | Banorte                 | 21 de febrero     | 19:00             |
| Rayados 'A'   | 0 - 0     | Durango             | El Barrial              | 22 de febrero     | 11:00             |
| León          | 1 - 0     | Atlético Mexiquense | León                    | 22 de febrero     | 12:00             |
| Lobos BUAP    | 1 - 1     | Tijuana             | Cuauhtémoc              | 22 de febrero     | 12:00             |
| Salamanca     | 1 - 1     | Indios Chihuahua    | Olímpico Sección 24     | 22 de febrero     | 12:00             |
| Jaguares 'A'  | 2 - 0     | Académicos          | Víctor Manuel Reyna     | 22 de febrero     | 16:00             |
| DESCANSO:     | DESCANSO: | Socio Águila        | Tigres 'B'              | Cruz Azul Hidalgo | Cruz Azul Hidalgo |

| Socio Águila      | 2 - 0     | Salamanca        | Azteca                    | 25 de febrero | 14:00   |
| Tijuana           | 1 - 0     | Jaguares 'A'     | Caliente                  | 25 de febrero | 14:00   |
| Orizaba           | 2 - 0     | Rayados 'A'      | Socum                     | 25 de febrero | 15:00   |
| Cruz Azul Hidalgo | 2 - 1     | Lobos BUAP       | 10 de diciembre           | 25 de febrero | 15:00   |
| Santos Laguna 'A' | 1 - 0     | Querétaro        | Corona                    | 25 de febrero | 15:00   |
| Tigres 'B'        | 2 - 2     | Dorados          | Universitario             | 25 de febrero | 15:00   |
| Académicos        | 0 - 0     | Tecos 'A'        | Alfredo "Pistache" Torres | 25 de febrero | 16:00   |
| Tampico Madero    | 2 - 5     | Veracruz         | Tamaulipas                | 25 de febrero | 17:30   |
| Tapatío           | 2 - 3     | León             | Jalisco                   | 25 de febrero | 18:15   |
| Real Colima       | 0 - 0     | Mérida FC        | Colima                    | 25 de febrero | 20:30   |
| Correcaminos      | 2 - 1     | Pumas Morelos    | Marte R. Gómez            | 25 de febrero | 20:30   |
| Irapuato          | 2 - 3     | Indios Chihuahua | Sergio León Chávez        | 25 de febrero | 21:00   |
| DESCANSO:         | DESCANSO: | Potros Chetumal  | Atlético Mexiquense       | Durango       | Durango |

| Pumas Morelos       | 1 - 0     | Tampico Madero    | Centenario              | 28 de febrero | 15:00      |
| Mérida FC           | 2 - 1     | Santos Laguna 'A' | Carlos Iturralde Rivero | 28 de febrero | 15:00      |
| Durango             | 1 - 1     | Orizaba           | Francisco Zarco         | 28 de febrero | 15:30      |
| Tecos 'A'           | 1 - 2     | Tijuana           | Tres de Marzo           | 28 de febrero | 16:00      |
| Potros Chetumal     | 2 - 2     | Real Colima       | José López Portillo     | 28 de febrero | 19:00      |
| Irapuato            | 2 - 1     | Socio Águila      | Sergio León Chávez      | 28 de febrero | 19:00      |
| Querétaro           | 1 - 1     | Indios Chihuahua  | Corregidora             | 28 de febrero | 19:00      |
| Veracruz            | 0 - 0     | Tigres 'B'        | Luis "Pirata" Fuente    | 28 de febrero | 19:00      |
| León                | 2 - 1     | Correcaminos      | Nou Camp                | 28 de febrero | 19:00      |
| Rayados 'A'         | 0 - 0     | Académicos        | El Barrial              | 1 de marzo    | 12:00      |
| Atlético Mexiquense | 2 - 0     | Tapatío           | Nemesio Diez            | 1 de marzo    | 12:00      |
| Jaguares 'A'        | 1 - 1     | Cruz Azul Hidalgo | Víctor Manuel Reyna     | 1 de marzo    | 16:00      |
| DESCANSO:           | DESCANSO: | Salamanca         | Dorados                 | Lobos BUAP    | Lobos BUAP |

| Potros Chetumal     | 1 - 0     | Santos Laguna 'A' | José López Portillo     | 6 de marzo | 19:00   |
| Pumas Morelos       | 1 - 1     | Tigres 'B'        | Centenario              | 7 de marzo | 15:00   |
| Mérida FC           | 0 - 1     | Indios Chihuahua  | Carlos Iturralde Rivero | 7 de marzo | 15:00   |
| Tecos 'A'           | 0 - 1     | Cruz Azul Hidalgo | Tres de Marzo           | 7 de marzo | 16:00   |
| Veracruz            | 4 - 4     | Dorados           | Luis "Pirata" Fuente    | 7 de marzo | 19:00   |
| Durango             | 3 - 2     | Académicos        | Francisco Zarco         | 7 de marzo | 19:00   |
| Querétaro           | 1 - 2     | Socio Águila      | Corregidora             | 7 de marzo | 19:00   |
| Irapuato            | 3 - 1     | Salamanca         | Sergio León Chávez      | 7 de marzo | 19:00   |
| León                | 0 - 2     | Tampico Madero    | Nou Camp                | 8 de marzo | 12:00   |
| Tijuana             | 3 - 1     | Rayados 'A'       | Caliente                | 8 de marzo | 13:00   |
| Atlético Mexiquense | 2 - 2     | Correcaminos      | Nemesio Diez            | 8 de marzo | 15:00   |
| Jaguares 'A'        | 1 - 1     | Lobos BUAP        | Víctor Manuel Reyna     | 8 de marzo | 16:00   |
| DESCANSO:           | DESCANSO: | Real Colima       | Tapatío                 | Orizaba    | Orizaba |

| Socio Águila      | 1 - 0     | Mérida FC           | Azteca                    | 13 de marzo  | 14:00        |
| Correcaminos      | 2 - 2     | Tapatío             | Marte R. Gómez            | 13 de marzo  | 20:30        |
| Lobos BUAP        | 1 - 1     | Tecos 'A'           | Cuauhtémoc                | 14 de marzo  | 15:00        |
| Tampico Madero    | 1 - 2     | Atlético Mexiquense | Tamaulipas                | 14 de marzo  | 17:30        |
| Dorados           | 1 - 1     | Pumas Morelos       | Banorte                   | 14 de marzo  | 19:00        |
| Tigres 'B'        | 1 - 1     | León                | Universitario             | 15 de marzo  | 11:00        |
| Salamanca         | 1 - 2     | Querétaro           | Olímpico Sección 24       | 15 de marzo  | 12:00        |
| Cruz Azul Hidalgo | 2 - 1     | Rayados 'A'         | 10 de diciembre           | 15 de marzo  | 12:00        |
| Tijuana           | 2 - 2     | Durango             | Caliente                  | 15 de marzo  | 13:00        |
| Indios Chihuahua  | 2 - 2     | Potros Chetumal     | Olímpico UACH             | 15 de marzo  | 17:00        |
| Santos Laguna 'A' | 2 - 0     | Real Colima         | Corona                    | 15 de marzo  | 19:00        |
| Académicos        | 2 - 2     | Orizaba             | Alfredo "Pistache" Torres | 16 de marzo  | 16:00        |
| DESCANSO:         | DESCANSO: | Irapuato            | Veracruz                  | Jaguares 'A' | Jaguares 'A' |

| Potros Chetumal     | 4 - 1     | Socio Águila      | José López Portillo     | 20 de marzo | 19:00      |
| Real Colima         | 2 - 1     | Indios Chihuahua  | Colima                  | 20 de marzo | 20:30      |
| Pumas Morelos       | 2 - 1     | Veracruz          | Centenario              | 21 de marzo | 15:00      |
| Mérida FC           | 4 - 0     | Salamanca         | Carlos Iturralde Rivero | 21 de marzo | 15:00      |
| Tecos 'A'           | 1 - 1     | Jaguares 'A'      | Tres de Marzo           | 21 de marzo | 16:00      |
| León                | 1 - 1     | Dorados           | Nou Camp                | 21 de marzo | 19:00      |
| Durango             | 2 - 2     | Cruz Azul Hidalgo | Francisco Zarco         | 21 de marzo | 19:00      |
| Querétaro           | 5 - 1     | Irapuato          | Corregidora             | 21 de marzo | 19:00      |
| Rayados 'A'         | 1 - 1     | Lobos BUAP        | El Barrial              | 22 de marzo | 11:00      |
| Tapatío             | 2 - 2     | Tampico Madero    | Jalisco                 | 22 de marzo | 12:00      |
| Tijuana             | 0 - 0     | Orizaba           | Caliente                | 22 de marzo | 13:00      |
| Atlético Mexiquense | 0 - 0     | Tigres 'B'        | Nemesio Diez            | 22 de marzo | 15:00      |
| DESCANSO:           | DESCANSO: | Santos Laguna 'A' | Correcaminos            | Académicos  | Académicos |

| Tampico Madero    | 1 - 1     | Correcaminos        | Tamaulipas           | 28 de marzo | 17:30     |
| Veracruz          | 3 - 2     | León                | Luis "Pirata" Fuente | 28 de marzo | 19:00     |
| Irapuato          | 0 - 0     | Mérida FC           | Sergio León Chávez   | 28 de marzo | 19:00     |
| Dorados           | 1 - 1     | Atlético Mexiquense | Banorte              | 28 de marzo | 19:00     |
| Tigres 'B'        | 1 - 1     | Tapatío             | Universitario        | 29 de marzo | 11:00     |
| Lobos BUAP        | 2 - 2     | Durango             | Cuauhtémoc           | 29 de marzo | 12:00     |
| Salamanca         | 3 - 0     | Potros Chetumal     | Olímpico Sección 24  | 29 de marzo | 12:00     |
| Cruz Azul Hidalgo | 0 - 0     | Orizaba             | 10 de diciembre      | 29 de marzo | 12:00     |
| Tijuana           | 4 - 2     | Académicos          | Caliente             | 29 de marzo | 13:00     |
| Socio Águila      | 1 - 0     | Real Colima         | Azteca               | 29 de marzo | 14:00     |
| Jaguares 'A'      | 0 - 1     | Rayados 'A'         | Víctor Manuel Reyna  | 29 de marzo | 16:00     |
| Indios Chihuahua  | 1 - 1     | Santos Laguna 'A'   | Olímpico UACH        | 29 de marzo | 17:00     |
| DESCANSO:         | DESCANSO: | Querétaro           | Pumas Morelos        | Tecos 'A'   | Tecos 'A' |

| Potros Chetumal     | 1 - 1     | Irapuato          | José López Portillo       | 3 de abril | 19:00   |
| Correcaminos        | 0 - 2     | Tigres 'B'        | Marte R. Gómez            | 3 de abril | 20:30   |
| Real Colima         | 1 - 3     | Salamanca         | Colima                    | 3 de abril | 20:30   |
| Santos Laguna 'A'   | 2 - 0     | Socio Águila      | Corona                    | 4 de abril | 15:00   |
| Mérida FC           | 2 - 1     | Querétaro         | Carlos Iturralde Rivero   | 4 de abril | 15:00   |
| Orizaba             | 0 - 1     | Lobos BUAP        | Socum                     | 4 de abril | 15:00   |
| Durango             | 1 - 1     | Jaguares 'A'      | Francisco Zarco           | 4 de abril | 19:00   |
| León                | 1 - 0     | Pumas Morelos     | Nou Camp                  | 4 de abril | 19:00   |
| Rayados 'A'         | 3 - 0     | Tecos 'A'         | El Barrial                | 5 de abril | 11:00   |
| Tapatío             | 1 - 1     | Dorados           | Jalisco                   | 5 de abril | 12:00   |
| Atlético Mexiquense | 1 - 2     | Veracruz          | Nemesio Diez              | 5 de abril | 15:00   |
| Académicos          | 0 - 1     | Cruz Azul Hidalgo | Alfredo "Pistache" Torres | 6 de abril | 16:00   |
| DESCANSO:           | DESCANSO: | Indios Chihuahua  | Tampico Madero            | Tijuana    | Tijuana |

| Socio Águila  | 4 - 1     | Indios Chihuahua    | Azteca               | 10 de abril | 14:00       |
| Pumas Morelos | 6 - 0     | Atlético Mexiquense | Centenario           | 11 de abril | 16:00       |
| Tecos 'A'     | 1 - 1     | Durango             | Tres de Marzo        | 11 de abril | 16:00       |
| Veracruz      | 2 - 0     | Tapatío             | Luis "Pirata" Fuente | 11 de abril | 19:00       |
| Querétaro     | 2 - 1     | Potros Chetumal     | Corregidora          | 11 de abril | 19:00       |
| Irapuato      | 1 - 1     | Real Colima         | Sergio León Chávez   | 11 de abril | 19:00       |
| Dorados       | 2 - 1     | Correcaminos        | Banorte              | 11 de abril | 19:00       |
| Tigres 'B'    | 4 - 2     | Tampico Madero      | Universitario        | 12 de abril | 11:00       |
| Salamanca     | 2 - 1     | Santos Laguna 'A'   | Olímpico Sección 24  | 12 de abril | 12:00       |
| Lobos BUAP    | 4 - 0     | Académicos          | Cuauhtémoc           | 12 de abril | 12:00       |
| Tijuana       | 1 - 0     | Cruz Azul Hidalgo   | Caliente             | 12 de abril | 13:00       |
| Jaguares 'A'  | 2 - 1     | Orizaba             | Víctor Manuel Reyna  | 12 de abril | 16:00       |
| DESCANSO:     | DESCANSO: | Mérida FC           | León                 | Rayados 'A' | Rayados 'A' |

| Potros Chetumal     | 1 - 1     | Mérida FC     | José López Portillo       | 17 de abril       | 19:00             |
| Correcaminos        | 1 - 1     | Veracruz      | Marte R. Gómez            | 17 de abril       | 20:30             |
| Real Colima         | 3 - 2     | Querétaro     | Colima                    | 17 de abril       | 20:30             |
| Orizaba             | 0 - 1     | Tecos 'A'     | Socum                     | 18 de abril       | 15:00             |
| Santos Laguna 'A'   | 1 - 2     | Irapuato      | Corona                    | 18 de abril       | 15:00             |
| Tapatío             | 0 - 3     | Pumas Morelos | Jalisco                   | 18 de abril       | 17:00             |
| Durango             | 0 - 0     | Rayados 'A'   | Francisco Zarco           | 18 de abril       | 19:00             |
| Tampico Madero      | 1 - 2     | Dorados       | Tamaulipas                | 18 de abril       | 21:00             |
| Tijuana             | 2 - 1     | Lobos BUAP    | Caliente                  | 19 de abril       | 13:00             |
| Atlético Mexiquense | 0 - 2     | León          | Nemesio Diez              | 19 de abril       | 15:00             |
| Indios Chihuahua    | 1 - 1     | Salamanca     | Olímpico UACH             | 19 de abril       | 17:00             |
| Académicos          | 1 - 1     | Jaguares 'A'  | Alfredo "Pistache" Torres | 20 de abril       | 16:00             |
| DESCANSO:           | DESCANSO: | Socio Águila  | Tigres 'B'                | Cruz Azul Hidalgo | Cruz Azul Hidalgo |

| Mérida FC        | 2 - 1     | Real Colima       | Carlos Iturralde Rivero | 25 de abril | 15:00   |
| Lobos BUAP       | 3 - 2     | Cruz Azul Hidalgo | Cuauhtémoc              | 25 de abril | 15:00   |
| Tecos 'A'        | 1 - 1     | Académicos        | Tres de Marzo           | 25 de abril | 16:00   |
| Pumas Morelos    | 1 - 1     | Correcaminos      | Centenario              | 25 de abril | 16:00   |
| Querétaro        | 4 - 1     | Santos Laguna 'A' | Corregidora             | 25 de abril | 19:00   |
| Veracruz         | 1 - 1     | Tampico Madero    | Luis "Pirata" Fuente    | 25 de abril | 19:00   |
| Dorados          | 2 - 0     | Tigres 'B'        | Banorte                 | 25 de abril | 19:00   |
| Rayados 'A'      | 3 - 2     | Orizaba           | El Barrial              | 26 de abril | 11:00   |
| León             | 1 - 2     | Tapatío           | Nou Camp                | 26 de abril | 12:00   |
| Salamanca        | 1 - 1     | Socio Águila      | Olímpico Sección 24     | 26 de abril | 12:00   |
| Jaguares 'A'     | 2 - 2     | Tijuana           | Víctor Manuel Reyna     | 26 de abril | 16:00   |
| Indios Chihuahua | 2 - 0     | Irapuato          | Olímpico UACH           | 26 de abril | 17:00   |
| DESCANSO:        | DESCANSO: | Potros Chetumal   | Atlético Mexiquense     | Durango     | Durango |

| Socio Águila      | 2 - 2     | Irapuato            | Azteca                    | 1 de mayo  | 14:00      |
| Real Colima       | 0 - 1     | Potros Chetumal     | Colima                    | 1 de mayo  | 20:30      |
| Correcaminos      | 1 - 0     | León                | Marte R. Gómez            | 1 de mayo  | 20:30      |
| Santos Laguna 'A' | 1 - 4     | Mérida FC           | Corona                    | 2 de mayo  | 15:00      |
| Orizaba           | 1 - 0     | Durango             | Socum                     | 2 de mayo  | 15:00      |
| Tampico Madero    | 1 - 2     | Pumas Morelos       | Tamaulipas                | 2 de mayo  | 17:00      |
| Tigres 'B'        | 0 - 3     | Veracruz            | Universitario             | 3 de mayo  | 11:00      |
| Cruz Azul Hidalgo | 3 - 0     | Jaguares 'A'        | 10 de diciembre           | 3 de mayo  | 12:00      |
| Tapatío           | 2 - 0     | Atlético Mexiquense | Jalisco                   | 3 de mayo  | 12:00      |
| Tijuana           | 2 - 0     | Tecos 'A'           | Caliente                  | 3 de mayo  | 13:00      |
| Indios Chihuahua  | 1 - 2     | Querétaro           | Olímpico UACH             | 3 de mayo  | 17:00      |
| Académicos        | 3 - 0     | Rayados 'A'         | Alfredo "Pistache" Torres | 4 de mayo  | 16:00      |
| DESCANSO:         | DESCANSO: | Salamanca           | Dorados                   | Lobos BUAP | Lobos BUAP |

- NOTA: Los partidos de fútbol de la jornada 17 y 18 en la Primera A se jugaron a puerta cerrada por disposición sanitaria por la pandemia de Influenza H1N1 en México.

## Tabla de cocientes
| Pos. | Equipo              | A-2006           | C-2007           | A-2007           | C-2008           | A-2008 | C-2009 | Puntos | PJ  | Dif. | Cociente |                       |
| ---- | ------------------- | ---------------- | ---------------- | ---------------- | ---------------- | ------ | ------ | ------ | --- | ---- | -------- | --------------------- |
| 1.   | Tijuana             | -                | -                | -                | -                | 32     | 33     | 65     | 32  | +24  | 2.0313   |                       |
| 2.   | León                | 25               | 33               | 40               | 33               | 35     | 23     | 189    | 100 | +49  | 1.8900   |                       |
| 3.   | Veracruz            | Primera División | Primera División | Primera División | Primera División | 28     | 30     | 58     | 32  | +22  | 1.8125   |                       |
| 4.   | Dorados             | 19               | 40               | 35               | 35               | 15     | 31     | 175    | 100 | +59  | 1.7500   |                       |
| 5.   | Cruz Azul Hidalgo   | 33               | 34               | 25               | 28               | 24     | 27     | 171    | 100 | +43  | 1.7100   |                       |
| 6.   | Querétaro           | 31               | 35               | 23               | 18               | 33     | 20     | 160    | 100 | +36  | 1.6000   |                       |
| 7.   | Irapuato            | Segunda División | Segunda División | Segunda División | Segunda División | 30     | 20     | 50     | 32  | +8   | 1.5625   |                       |
| 8.   | Correcaminos UAT    | 25               | 18               | 36               | 21               | 31     | 20     | 151    | 100 | +19  | 1.5100   |                       |
| 9.   | Pumas Morelos       | 23               | 29               | 14               | 25               | 35     | 24     | 150    | 100 | +26  | 1.5000   |                       |
| 10.  | Mérida              | Primera División | Primera División | 17               | 18               | 32     | 30     | 97     | 66  | +14  | 1.4697   |                       |
| 11.  | Orizaba             | 26               | 28               | 23               | 30               | 19     | 20     | 146    | 100 | +6   | 1.4600   |                       |
| 12.  | Lobos BUAP          | 23               | 17               | 30               | 25               | 21     | 25     | 141    | 100 | 0    | 1.4100   |                       |
| 13.  | Salamanca           | 33               | 27               | 17               | 24               | 13     | 26     | 140    | 100 | 0    | 1.4000   |                       |
| 14.  | Durango             | 27               | 15               | 16               | 31               | 20     | 25     | 134    | 100 | +2   | 1.3400   |                       |
| 15.  | Indios de Chihuahua | -                | -                | -                | -                | 21     | 20     | 41     | 32  | −10  | 1.2813   |                       |
| 16.  | Tigres 'B'          | 15               | 19               | 19               | 28               | 29     | 18     | 128    | 100 | −20  | 1.2800   |                       |
| 17.  | Real de Colima      | 23               | 29               | 22               | 17               | 15     | 15     | 121    | 100 | −9   | 1.2100   |                       |
| 18.  | Socio Águila        | 23               | 26               | 8                | 17               | 19     | 27     | 120    | 100 | −28  | 1.2000   |                       |
| 19.  | Tampico Madero      | 20               | 14               | 23               | 29               | 17     | 15     | 118    | 100 | −19  | 1.1800   |                       |
| 20.  | Rayados 'A'         | 21               | 20               | 25               | 18               | 12     | 20     | 116    | 100 | −24  | 1.1600   |                       |
| 21.  | Atlético Mexiquense | 17               | 12               | 27               | 23               | 19     | 16     | 114    | 100 | −17  | 1.1400   |                       |
| 22.  | Tapatío             | 20               | 20               | 22               | 21               | 19     | 12     | 114    | 100 | −37  | 1.1400   |                       |
| 23.  | Académicos          | 20               | 10               | 29               | 16               | 16     | 11     | 102    | 100 | −46  | 1.0200   |                       |
| 24.  | Potros Chetumal     | -                | -                | -                | -                | 11     | 21     | 32     | 32  | −10  | 1.0000   |                       |
| 25.  | Tecos UAG 'A'       | 20               | 14               | 17               | 22               | 17     | 9      | 99     | 100 | −34  | 0.9900   |                       |
| 26.  | Santos Laguna 'A'   | 23               | 16               | 15               | 12               | 15     | 18     | 99     | 100 | −44  | 0.9900   |                       |
| 27.  | Chiapas 'A'         | Segunda División | Segunda División | 16               | 12               | 8      | 16     | 52     | 66  | −53  | 0.7879   | Descenso de categoría |

## Liguilla
|  | Cuartos de final                                            | Cuartos de final                                            | Cuartos de final                                            | Cuartos de final                                            | Cuartos de final                                            |   |   | Semifinales                                                    | Semifinales                                                    | Semifinales                                                    | Semifinales                                                    | Semifinales                                                    |  |   | Final                                                | Final                                                | Final                                                | Final                                                | Final                                                |  |
|  | 6 y 7 de mayo de 2009 (ida) 9 y 10 de mayo de 2009 (vuelta) | 6 y 7 de mayo de 2009 (ida) 9 y 10 de mayo de 2009 (vuelta) | 6 y 7 de mayo de 2009 (ida) 9 y 10 de mayo de 2009 (vuelta) | 6 y 7 de mayo de 2009 (ida) 9 y 10 de mayo de 2009 (vuelta) | 6 y 7 de mayo de 2009 (ida) 9 y 10 de mayo de 2009 (vuelta) |   |   | 13 y 14 de mayo de 2009 (ida) 16 y 17 de mayo de 2009 (vuelta) | 13 y 14 de mayo de 2009 (ida) 16 y 17 de mayo de 2009 (vuelta) | 13 y 14 de mayo de 2009 (ida) 16 y 17 de mayo de 2009 (vuelta) | 13 y 14 de mayo de 2009 (ida) 16 y 17 de mayo de 2009 (vuelta) | 13 y 14 de mayo de 2009 (ida) 16 y 17 de mayo de 2009 (vuelta) |  |   | 20 de mayo de 2009 (ida) 24 de mayo de 2009 (vuelta) | 20 de mayo de 2009 (ida) 24 de mayo de 2009 (vuelta) | 20 de mayo de 2009 (ida) 24 de mayo de 2009 (vuelta) | 20 de mayo de 2009 (ida) 24 de mayo de 2009 (vuelta) | 20 de mayo de 2009 (ida) 24 de mayo de 2009 (vuelta) |  |
|  |                                                             |                                                             |                                                             |                                                             |                                                             |   |   |                                                                |                                                                |                                                                |                                                                |                                                                |  |   |                                                      |                                                      |                                                      |                                                      |                                                      |  |
|  |                                                             |                                                             |                                                             |                                                             |                                                             |   |   |                                                                |                                                                |                                                                |                                                                |                                                                |  |   |                                                      |                                                      |                                                      |                                                      |                                                      |  |
|  | 1                                                           | Tijuana                                                     | 3                                                           | 1                                                           | 4                                                           |   |   |                                                                |                                                                |                                                                |                                                                |                                                                |  |   |                                                      |                                                      |                                                      |                                                      |                                                      |  |
|  | 1                                                           | Tijuana                                                     | 3                                                           | 1                                                           | 4                                                           |   |   |                                                                |                                                                |                                                                |                                                                |                                                                |  |   |                                                      |                                                      |                                                      |                                                      |                                                      |  |
|  | 8                                                           | Lobos BUAP                                                  | 1                                                           | 1                                                           | 2                                                           |   |   |                                                                |                                                                |                                                                |                                                                |                                                                |  |   |                                                      |                                                      |                                                      |                                                      |                                                      |  |
|  | 8                                                           | Lobos BUAP                                                  | 1                                                           | 1                                                           | 2                                                           |   | 1 | Tijuana                                                        | 2                                                              | 2                                                              | 4                                                              |                                                                |  |   |                                                      |                                                      |                                                      |                                                      |                                                      |  |
|  |                                                             |                                                             |                                                             |                                                             |                                                             |   | 1 | Tijuana                                                        | 2                                                              | 2                                                              | 4                                                              |                                                                |  |   |                                                      |                                                      |                                                      |                                                      |                                                      |  |
|  |                                                             |                                                             | 7                                                           | Salamanca                                                   | 1                                                           | 0 | 0 |                                                                |                                                                |                                                                |                                                                |                                                                |  |   |                                                      |                                                      |                                                      |                                                      |                                                      |  |
|  | 2                                                           | Dorados                                                     | 7                                                           | Salamanca                                                   | 1                                                           | 0 | 0 | 0                                                              | 0                                                              | 0                                                              |                                                                |                                                                |  |   |                                                      |                                                      |                                                      |                                                      |                                                      |  |
|  | 2                                                           | Dorados                                                     |                                                             |                                                             |                                                             |   |   |                                                                |                                                                | 0                                                              |                                                                |                                                                |  |   |                                                      |                                                      |                                                      |                                                      |                                                      |  |
|  | 7                                                           | Salamanca                                                   | 2                                                           | 1                                                           | 3                                                           |   |   |                                                                |                                                                |                                                                |                                                                |                                                                |  |   |                                                      |                                                      |                                                      |                                                      |                                                      |  |
|  | 7                                                           | Salamanca                                                   | 2                                                           | 1                                                           | 3                                                           |   |   |                                                                |                                                                |                                                                |                                                                |                                                                |  | 1 | Tijuana                                              | 0                                                    | 0                                                    | 0                                                    |                                                      |  |
|  |                                                             |                                                             |                                                             |                                                             |                                                             |   |   |                                                                |                                                                |                                                                |                                                                |                                                                |  | 1 | Tijuana                                              | 0                                                    | 0                                                    | 0                                                    |                                                      |  |
|  |                                                             |                                                             | 4                                                           | Mérida                                                      | 1                                                           | 0 | 1 |                                                                |                                                                |                                                                |                                                                |                                                                |  |   |                                                      |                                                      |                                                      |                                                      |                                                      |  |
|  | 3                                                           | Veracruz (*)                                                | 4                                                           | Mérida                                                      | 1                                                           | 0 | 1 | 0                                                              | 2                                                              | 2                                                              |                                                                |                                                                |  |   |                                                      |                                                      |                                                      |                                                      |                                                      |  |
|  | 3                                                           | Veracruz (*)                                                |                                                             |                                                             |                                                             |   |   |                                                                |                                                                | 2                                                              |                                                                |                                                                |  |   |                                                      |                                                      |                                                      |                                                      |                                                      |  |
|  | 6                                                           | Socio Águila                                                | 2                                                           | 0                                                           | 2                                                           |   |   |                                                                |                                                                |                                                                |                                                                |                                                                |  |   |                                                      |                                                      |                                                      |                                                      |                                                      |  |
|  | 6                                                           | Socio Águila                                                | 2                                                           | 0                                                           | 2                                                           |   | 3 | Veracruz                                                       | 0                                                              | 0                                                              | 0                                                              |                                                                |  |   |                                                      |                                                      |                                                      |                                                      |                                                      |  |
|  |                                                             |                                                             |                                                             |                                                             |                                                             |   | 3 | Veracruz                                                       | 0                                                              | 0                                                              | 0                                                              |                                                                |  |   |                                                      |                                                      |                                                      |                                                      |                                                      |  |
|  |                                                             |                                                             | 4                                                           | Mérida                                                      | 3                                                           | 0 | 3 |                                                                |                                                                |                                                                |                                                                |                                                                |  |   |                                                      |                                                      |                                                      |                                                      |                                                      |  |
|  | 4                                                           | Mérida                                                      | 4                                                           | Mérida                                                      | 3                                                           | 0 | 3 | 1                                                              | 3                                                              | 4                                                              |                                                                |                                                                |  |   |                                                      |                                                      |                                                      |                                                      |                                                      |  |
|  | 4                                                           | Mérida                                                      |                                                             |                                                             |                                                             |   |   |                                                                |                                                                | 4                                                              |                                                                |                                                                |  |   |                                                      |                                                      |                                                      |                                                      |                                                      |  |
|  | 5                                                           | Cruz Azul Hidalgo                                           | 0                                                           | 1                                                           | 1                                                           |   |   |                                                                |                                                                |                                                                |                                                                |                                                                |  |   |                                                      |                                                      |                                                      |                                                      |                                                      |  |
|  | 5                                                           | Cruz Azul Hidalgo                                           | 0                                                           | 1                                                           | 1                                                           |   |   |                                                                |                                                                |                                                                |                                                                |                                                                |  |   |                                                      |                                                      |                                                      |                                                      |                                                      |  |
|  |                                                             |                                                             |                                                             |                                                             |                                                             |   |   |                                                                |                                                                |                                                                |                                                                |                                                                |  |   |                                                      |                                                      |                                                      |                                                      |                                                      |  |

- (*) Avanza por su posición en la tabla general.

### Cuartos de final
| 7 de mayo de 2009, 11:00 | Lobos BUAP     | 1:3 (0:2) | Club Tijuana                        | Estadio Cuauhtémoc, Puebla                                         |                                                                    |
|                          | E. Pacheco 31' | Reporte   | R. Enríquez 41', 43' · R. López 88' | Asistencia: 0 espectadores Árbitro(s): Carlos Manuel Martínez Soto | Asistencia: 0 espectadores Árbitro(s): Carlos Manuel Martínez Soto |

| 10 de mayo de 2009, 13:00                | Club Tijuana   | 1:1 (1:0) (Global 4:2) | Lobos BUAP       | Estadio Caliente, Tijuana                                             |                                                                       |
|                                          | G. Otreras 41' | Reporte                | J. Hernández 84' | Asistencia: 6,500 espectadores Árbitro(s): Miguel Ángel Ayala Ramírez | Asistencia: 6,500 espectadores Árbitro(s): Miguel Ángel Ayala Ramírez |
| Tijuana avanzó a Semifinales. Global 4-2 |                |                        |                  |                                                                       |                                                                       |

| 6 de mayo de 2009, 17:00 | Salamanca                 | 2:0 (1:0) | Dorados | Estadio Olímpico sección 24, Salamanca                        |                                                               |
|                          | J. Mendoza 36' · Tiba 87' | Reporte   |         | Asistencia: 0 espectadores Árbitro(s): Osvaldo Sánchez Huerta | Asistencia: 0 espectadores Árbitro(s): Osvaldo Sánchez Huerta |

| 9 de mayo de 2009, 20:00                   | Dorados | 0:1 (0:0) (Global 0:3) | Salamanca     | Estadio Banorte, Culiacán                                         |                                                                   |
|                                            |         | Reporte                | F. Flores 77' | Asistencia: 10,000 espectadores Árbitro(s): Fernando Torrez López | Asistencia: 10,000 espectadores Árbitro(s): Fernando Torrez López |
| Salamanca avanzó a Semifinales. Global 0-3 |         |                        |               |                                                                   |                                                                   |

| 7 de mayo de 2009, 17:00 | Cruz Azul Hidalgo | 0:1 (0:1) | Mérida F.C.   | Estadio 10 de diciembre, Ciudad Cooperativa Cruz Azul            |                                                                  |
|                          |                   | Reporte   | L. Orozco 30' | Asistencia: 0 espectadores Árbitro(s): Jorge Antonio Pérez Durán | Asistencia: 0 espectadores Árbitro(s): Jorge Antonio Pérez Durán |

| 10 de mayo de 2009, 12:00               | Mérida F.C.                                      | 3:1 (3:0) (Global 4:1) | Cruz Azul Hidalgo | Estadio Carlos Iturralde Rivero, Mérida                      |                                                              |
|                                         | D. Olsina 19' · F. Mancinelli 30' · P. López 37' | Reporte                | R. Jiménez 75'    | Asistencia: 7,000 espectadores Árbitro(s): Oscar Macías Romo | Asistencia: 7,000 espectadores Árbitro(s): Oscar Macías Romo |
| Mérida avanzó a Semifinales. Global 4-1 |                                                  |                        |                   |                                                              |                                                              |

| 6 de mayo de 2009, 14:00 | Socio Águila                | 2:0     | Veracruz | Estadio Azteca, Ciudad de México                                     |                                                                      |
|                          | S. Silva 9' · E. Pineda 33' | Reporte |          | Asistencia: 0 espectadores Árbitro(s): Miguel Ángel Flores Rodríguez | Asistencia: 0 espectadores Árbitro(s): Miguel Ángel Flores Rodríguez |

| 9 de mayo de 2009, 19:00                                                            | Veracruz                       | 2:0 (1:0) (Global 2:2) | Socio Águila | Estadio Luis "Pirata" Fuente, Veracruz                                  |                                                                         |
|                                                                                     | F. Bravo 10' · A. González 74' | Reporte                |              | Asistencia: 14,000 espectadores Árbitro(s): Miguel Ángel Chacón Viveros | Asistencia: 14,000 espectadores Árbitro(s): Miguel Ángel Chacón Viveros |
| Veracruz avanzó a Semifinales por su mejor posición en la tabla general. Global 2-2 |                                |                        |              |                                                                         |                                                                         |

### Semifinales
| 14 de mayo de 2009, 17:00 | Salamanca       | 1:2 (0:1) | Club Tijuana                     | Estadio Olímpico sección 24, Salamanca                               |                                                                      |
|                           | M. Calderón 87' | Reporte   | R. Enríquez 43' · G. Otreras 67' | Asistencia: 7,000 espectadores Árbitro(s): Jorge Antonio Pérez Durán | Asistencia: 7,000 espectadores Árbitro(s): Jorge Antonio Pérez Durán |

| 17 de mayo de 2009, 13:00             | Club Tijuana         | 2:0 (0:0) (Global 4:1) | Salamanca | Estadio Caliente, Tijuana                                                 |                                                                           |
|                                       | R. Enríquez 69', 86' | Reporte                |           | Asistencia: 13,000 espectadores Árbitro(s): Miguel Ángel Flores Rodríguez | Asistencia: 13,000 espectadores Árbitro(s): Miguel Ángel Flores Rodríguez |
| Tijuana avanzó a la Final. Global 4-1 |                      |                        |           |                                                                           |                                                                           |

| 13 de mayo de 2009, 15:00 | Mérida F.C.                                | 3:0     | Veracruz | Estadio Carlos Iturralde Rivero, Mérida                                |                                                                        |
|                           | P. López 36' · D. Olsina 40' · F. Díaz 60' | Reporte |          | Asistencia: 14,000 espectadores Árbitro(s): Miguel Ángel Ayala Ramírez | Asistencia: 14,000 espectadores Árbitro(s): Miguel Ángel Ayala Ramírez |

| 16 de mayo de 2009, 19:00            | Veracruz | 0:0 (Global 0:3) | Mérida F.C. | Estadio Luis "Pirata" Fuente, Veracruz                                  |                                                                         |
|                                      |          | Reporte          |             | Asistencia: 15,000 espectadores Árbitro(s): Miguel Ángel Chacón Viveros | Asistencia: 15,000 espectadores Árbitro(s): Miguel Ángel Chacón Viveros |
| Mérida avanzó a la Final. Global 0-3 |          |                  |             |                                                                         |                                                                         |

### Final
| 21 de mayo de 2009, 16:00 | Mérida F.C.               | 1:0 (1:0) | Club Tijuana | Carlos Iturralde, Mérida, Yucatán                        |                                                          |
|                           | Parejita López 44' (Pen.) | Reporte   |              | Asistencia: 20,000 espectadores Árbitro(s): Erim Ramírez | Asistencia: 20,000 espectadores Árbitro(s): Erim Ramírez |

| 24 de mayo de 2009, 16:00                  | Club Tijuana | 0:0     | Mérida F.C. | Estadio Caliente, Tijuana, Baja California Norte                  |                                                                   |
|                                            |              | Reporte |             | Asistencia: 20,000 espectadores Árbitro(s): Jose Alfredo Peñaloza | Asistencia: 20,000 espectadores Árbitro(s): Jose Alfredo Peñaloza |
| Mérida campeón de Primera División A (1-0) |              |         |             |                                                                   |                                                                   |

| Campeón Clausura 2009    |
| ------------------------ |
| Mérida F.C. (2do título) |

## Final de Ascenso

### Mérida F.C. vs. Querétaro F.C.
| 27 de mayo de 2009 | Querétaro F.C.    | 2:1 (1:0) | Mérida F.C. | Estadio Corregidora, Querétaro             |                                            |
|                    | Gerk 31' Romo 47' |           | Orozco 68'  | Árbitro(s): Roberto García Orozco (México) | Árbitro(s): Roberto García Orozco (México) |

| 30 de mayo de 2009 | Mérida F.C. | 1:0 (0:0) | Querétaro F.C. | Estadio Carlos Iturralde Rivero, Mérida |                                       |
|                    | Beltrán 49' |           |                | Árbitro(s): Mauricio Morales (México)   | Árbitro(s): Mauricio Morales (México) |

| Definición por penales |  |     |  |          |
| López                  |  | 1:1 |  | Castro   |
| Olsina                 |  | 1:2 |  | Tridente |
| Saucedo                |  | 2:3 |  | Giménez  |
| Orozco                 |  | 3:4 |  | Piña     |
| García                 |  | 4:5 |  | Romo     |

|  | Campeón de Ascenso Querétaro Fútbol Club 2.º Título |